# Distrito de Inambari
El distrito peruano de Inambari es uno de los tres  distritos que conforman la Provincia de  Tambopata en el Departamento de Madre de Dios, perteneciente a la Región de Madre de Dios  en el Perú.
Desde el punto de vista jerárquico de la Iglesia católica forma parte del  Vicariato Apostólico de Puerto Maldonado

## Historia
El distrito fue creado mediante Ley N.º 1782 del 26 de diciembre de 1912 en el gobierno del Presidente Guillermo Billinghurst.

## Geografía
En este distrito de la Amazonia peruana habita la etnia Harakmbet grupo Amarakaeri.
Este conjunto harakmbut comprende varios pequeños grupos: Amarakaeri, arasaeri, huachipaeri, kisamberi, pukirieri, sapiteri y toyoeri.